# Casa museo Salaguti
La Casa Museo Salaguti es un edificio que es casa y museo de arte y escultura, situado en Sasamón (Burgos, España).

## Biografía
Carlos Salazar Gutiérrez nace el 12 de julio de 1944 en Sasamón, localidad del noroeste de Burgos, cruce de rutas y culturas, sita a unas leguas de Peña Amaya, en la antesala de Tierra de Campos, con un paisaje entre vega y paramera, austero, labrantío, surcado por un río en invierno y su cauce sediento, agónico en verano.
El museo situado en un mirador privilegiado desde el que se ven los mejores atardeceres de Castilla.
Desde niño va desarrollando una especial inclinación, casi obsesiva, por el dibujo y la plasticidad de los elementos. Bien tomando modelos del natural, bien expresando sus creaciones de las más diversas formas que esa inspiración le iba surgiendo de lo más profundo, pronto necesitando de la pintura y de la escultura para dar forma a esta imaginativa energía innata.
No ha cumplido los dieciocho años cuando se traslada a Madrid para encauzar esa inquietud por las artes plásticas y completar su formación artística, intentando adquirir nuevas técnicas, pero pronto desiste de su aventura capitalina y retorna a la villa natal, huyendo de los cánones academicistas, desarrollandose a partir de esta época de una forma totalmente autodidacta, un estilo y una expresividad plástica que manifiestan una concepción no solo del arte sino de una forma de vivir por y para el arte, incluso a costa de renuncias y sacrificios, ganando en el lance algo que estima profundamente, el libre albedrío.

## Obra
El responsable de la obra es Carlos Salazar Gutiérrez, "Salaguti", natural de Sasamón, escultor burgalés nacido en el año 1944. 
Desde muy joven siente la necesidad de manifestarse a través de las artes plásticas. En 1962, tras ser suspendido para su ingreso en la Escuela Superior de Bellas Artes de San Fernando, en Madrid, decide estudiar por su cuenta. Afincado en Sasamón, donde realiza la totalidad de su obra y trabajo, incluyendo una de las más importantes, la que fuera su Casa-Estudio, y que con posterioridad se convirtió en museo.